# Mirosław Przyłęcki
Mirosław Adam Przyłęcki (ur. 11 marca 1931 w Dąbrowie Górniczej, zm. 21 listopada 2011 we Wrocławiu) – polski architekt, urbanista, konserwator zabytków i nauczyciel akademicki.  Honorowy obywatel Oleśnicy.

## Życiorys
Absolwent VI Liceum Ogólnokształcącego im. Tadeusza Reytana w Warszawie (1949). W 1955 roku ukończył studia architektoniczne na Wydziale Architektury Politechniki Wrocławskiej. Od roku 1953 był zatrudniony w Polskich Pracowniach Konserwacji Zabytków (PP PKZ) jako projektant. W latach 1958–1973 zajmował stanowisko wojewódzkiego konserwatora zabytków we Wrocławiu. W roku 1965 był jednym z założycieli Międzynarodowej Rady Ochrony Zabytków i Miejsc Historycznych ICOMOS. W 1977 roku obronił na Wydziale Architektury Politechniki Wrocławskiej pracę doktorską, a w 1990 roku uzyskał habilitację. Pełnił funkcję profesora Wyższej Szkoły Pedagogicznej w Opolu.
Ma w swoim dorobku około 200 projektów architektonicznych, urbanistycznych, wnętrz, wystroju plastycznego i rzeźb m.in.: rekonstrukcja ratusza w Wołowie, rekonstrukcja Baszty Niedźwiadka i części murów obronnych Wrocławia, rekonstrukcja baszt i murów obronnych w Środzie Śląskiej, Dom Pielgrzyma na Górze Św Anny, Dom Pomocy Społecznej w Ludwikowicach Kłodzkich, kościoły w Zebrzydowej, Jeleniej Górze-Zabobrzu i Polkowicach. Napisał około 300 publikacji naukowych i popularnonaukowych na temat historii architektury, urbanistyki, ochrony i konserwacji zabytków, architektury krajobrazu, budownictwa obronnego i współczesnych zagadnień architektonicznych i urbanistycznych.

## Odznaczenia
- Krzyż Oficerski i Kawalerski Orderu Odrodzenia Polski
- Srebrny Krzyż Zasługi
- Medal Komisji Edukacji Narodowej
- Medal 30-lecia Polski Ludowej
- Medal 40-lecia Polski Ludowej
- Odznaka „Zasłużony Działacz Kultury”
- Złota i Srebrna Odznaka „Za opiekę nad zabytkami”
- Odznaka „Zasłużony Działacz Turystyki”